# وزارت دادگستری استونی
وزارت دادگستری (استونیایی: Justiitsministeerium) یک وزارت در دولت استونی است که مسئول رسیدگی به سیستم دادگاه‌ها و امور حقوقی در استونی است.

## فهرست وزیران
- Jüri Raidla (۳ آوریل ۱۹۹۰ – ۳۰ ژانویه ۱۹۹۲)
- مارت راسک (۳۰ ژانویه ۱۹۹۲ – ۲۱ اکتبر ۱۹۹۲)
- کایدو کاما (۲۱ اکتبر ۱۹۹۲ – ۲۳ مه ۱۹۹۴)
- Urmas Arumäe (۲ ژوئن ۱۹۹۴ – ۸ نوامبر ۱۹۹۴)
- یوری آدامس (۸ نوامبر ۱۹۹۴ – ۱۷ آوریل ۱۹۹۵)
- Paul Varul (۱۷ آوریل ۱۹۹۵ – ۶ نوامبر ۱۹۹۵; ۶ نوامبر ۱۹۹۵ – ۱۷ مارس ۱۹۹۷; ۱۷ مارس ۱۹۹۷ – ۲۵ مارس ۱۹۹۹)
- مارت راسک (۲۵ مارس ۱۹۹۹ – ۲۸ ژانویه ۲۰۰۲; ۲۸ ژانویه ۲۰۰۲ – ۱۰ آوریل ۲۰۰۳)
- کن-مارتی واهر (۱۰ آوریل ۲۰۰۳ – ۱۳ آوریل ۲۰۰۵)
- رین لانگ (۱۳ آوریل ۲۰۰۵ – ۵ آوریل ۲۰۰۷; ۵ آوریل ۲۰۰۷ – ۵ آوریل ۲۰۱۱)
- کریستن میهال (۶ آوریل ۲۰۱۱ – ۱۰ دسامبر ۲۰۱۲)
- هانو پوکور (۱۰ دسامبر ۲۰۱۲ – ۲۶ مارس ۲۰۱۴)
- آندرس آنولت (۲۶ مارس ۲۰۱۴ – ۹ آوریل ۲۰۱۵)
- اورماس رینسالو (۹ آوریل ۲۰۱۵ – ۲۹ آوریل ۲۰۱۹)
- رایوو آئگ (۲۹ آوریل ۲۰۱۹ – ۲۶ ژانویه ۲۰۲۱)
- ماریس لاوری (۲۶ ژانویه ۲۰۲۱ – ۱۸ ژوئیه ۲۰۲۲)
- Lea Danilson-Järg (۱۸ ژوئیه ۲۰۲۲ –)